# Паллад
Паллад (кінець IV — початок V ст.) — давньогрецький поет періоду пізньої Римської імперії, один з останніх майстрів епіграми.

## З біографії
Народився та все життя прожив в Александрії Єгипетській. Навчався у відомої вченої Іпатії. Після цього був шкільним вчителем. Про життя його майже нічого невідомо. За деякими відомостями був одружений, але невдало. Крім того був за віруваннями поганином та належав до партії активних противників християнства.
Події тогочасного життя в Александрії, який вже практично став християнським містом, відображені в творчості Паллада. Його доробок становить 150 епіграм. Тут він висміює граматистів, монахів, лікарів, акторів та ін.